# Coenzyme A

Cấu trúc của Coenzyme A

Coenzyme A (viết tắt CoA, CoASH hay HSCoA, chữ A viết tắt cho acetyl hoá) là một trong các phân tử trung tâm trong chuyển hoá, có cấu tạo gồm các đơn vị β-mercaptoethylamine, panthothenate và adenosine triphosphate. Coenzyme A tham gia trong quá trình oxy hoá acid béo và chu trình acid citric. Chức năng chính của CoA là vận chuyển các nhóm acyl bởi liên kết thioester tại đầu tận cùng sulfhydryl của nó, tạo thành chất dẫn xuất gọi là acyl-CoA. Nhóm acyl thường liên kết với CoA là đơn vị acetyl, khi đó chất dẫn xuất được gọi là acetyl-CoA.
Acetyl-CoA là một phân tử quan trọng. Nó là tiền chất của HMG CoA, đây là thành phần thiết yếu trong tổng hợp cholesterol và ketone. Acetyl-CoA cũng cung cấp nhóm acetyl cho choline để tạo thành acetylcholine, qua xúc tác của choline acetyltransferase. Nhiệm vụ chính khác của nó là mang nguyên tử carbon của nhóm acetyl vào chu trình acid citric để được oxy hoá tạo năng lượng cho cơ thể.
Quá trình chuyển pyruvate thành acetyl-CoA được gọi là Phản ứng pyruvate dehydrogenase. Phản ứng này được xúc tác bởi phức hợp men pyruvate dehydrogenase. Men này gồm 60 bán đơn vị: 24 pyruvate dehydrogenase, 24 dihydrolipoyl transacetylase và 12 dihydrolipoyl dehydrogenase (thường được viết là E1, E2 và E3). 24 pyruvate dehydrogenase chứa coenzyme TPP, 24 dihydrolipoyl transacetylase chứa lipoate và coenzyme A, và 12 dihydrolipoyl dehydrogenase chứa các coenzyme FAD và NAD+. Thông qua một phản ứng phức tạp, pyruvate được khử carboxyl và chuyển thành acetaldehyde, sau đó gắn với coenzyme A trong khi NAD+ được khử thành NADH và H+.